# رای (گروه موسیقی)
رای (انگلیسی: Rhye) یک گروه موسیقی آر اند بی است. که در ابتدا متشکل از مایک میلوش خواننده کانادایی و رابین هنیبال نوازنده دانمارکی بود.آنها کار خود را با تک آهنگ‌های "Open" و "Fall" آغاز کردند. اولین آلبوم آنها به نام "Woman " در ۴ مارس ۲۰۱۳ منتشر شد، که در ژوئن همان سال در لیست موسیقی پولاریز قرار گرفت. در سال ۲۰۱۷ گزارش شد که هنیبال دیگر عضو گروه نیست و رای به پروژهٔ انفرادی میلوش مبدل گشته است.

## ترانه‌شناسی

### آلبوم ها[۶][۷]
| نام    | مشخصات آلبوم | جایگاه در چارت | جایگاه در چارت | جایگاه در چارت | جایگاه در چارت | جایگاه در چارت |
| نام    | مشخصات آلبوم | BEL            | DEN            | FRA            | UK             | US             |
| ------ | --- | -------------- | -------------- | -------------- | -------------- | -------------- |
| Woman  | - تاریخ انتشار: ۵ مارس ۲۰۱۳ - ناشر: Innovative Leisure - پخش: Polydor, Loma Vista - فرمت: LP, CD, digital download   | ۲۲             | ۱۲             | ۱۶۴            | ۱۴۳            | ۵۵             |
| Blood  | - تاریخ انتشار: ۲ فوریه ۲۰۱۸ - ناشر: Loma Vista, Hostess - پخش: Concord Music Group - فرمت: LP, CD, digital download | ۱۰             | ۳۸             | ۸۰             | —              | ۱۱۸            |
| Spirit | - تاریخ انتشار: ۱۰ می ۲۰۱۹ - ناشر: Loma Vista - پخش: Concord Music Group - فرمت: LP, digital download                | ۱۶۰            | —              | —              | —              | —              |
| Home   | - تاریخ انتشار: ۲۲ ژانویه ۲۰۲۱ - ناشر: Loma Vista - پخش: Concord Music Group - فرمت: LP, CD, digital download        | ۴۰             | —              | —              | —              | —              |
|        | |                |                |                |                |                |

### مینی آلبوم
- The Fall (Remixes) (۲۰۱۲)

### تک آهنگ‌ها
- "Please" ،(۲۰۱۷)
- "Taste" ،(۲۰۱۷)
- "Hymn" ،(۲۰۱۸)
- "Needed"،(۲۰۱۹)
- "Beautiful"،(۲۰۲۰)
- "Helpless" ،(۲۰۲۰)
- "Black Rain"، (۲۰۲۰)